# Малотокмачанский сельский совет
Малотокмачанский сельсовет (укр. Малотокмачанська сільська рада) — входит в состав Ореховского района Запорожской области Украины. Административный центр сельского совета находится в селе Малая Токмачка.

## История
Малотокмачанский сельсовет был образован в 1918 году на базе Мало-Токмакской волости Бердянского уезда Таврической губернии.

## Населённые пункты совета
- с. Малая Токмачка